# ای-دابل
ایوان سوِل والاس (به انگلیسی: Evan Sewell Wallace؛ متولد ۱ نوامبر ۱۹۸۲-درگذشت ۱۳ فوریه ۲۰۱۷ میلادی) که بیشتر با نام مستعار ای-دابل (به انگلیسی: E-Dubble) شناخته می‌شود، خواننده رپ اهل فیلادلفیا بود. او بیشتر به‌خاط مجموعه فری‌استایل فرای‌دی خود که از سال ۲۰۱۰ هر جمعه یک آهنگ آن منتشر می‌شد، شناخته شده‌است. او در ۱۳ فوریه ۲۰۱۷ میلادی در ۳۴ سالگی در اثر عفونت (احتمالاً سپتیسمی) درگذشت.
او دو آلبوم استودیویی به نام‌های هیپ‌هاپ خدا است (Hip Hop Is Good؛ ۲۰۰۹ میلادی) و شورشی دو صدا (Two Tone Rebel؛ ۲۰۱۶ میلادی)؛ یک آلبوم چندآهنگه استودیویی به نام ریست ای‌پی (Reset EP؛ ۲۰۱۲ میلادی)؛ یک آلبوم مشترک با گروه ۲۷ لایتس به نام محاصره‌شده توسط غول‌پیکرها (Surrounded By Giants؛ ۲۰۱۴ میلادی) و یک میکس‌تیپ به نام یک‌راست از خیابان ماری (Straight Outta St. Mary's؛ ۲۰۰۵ میلادی) منتشر کرد.

## مرگ
او در اثر عفونتی که ابتدا در دستش شروع‌شده بود و سپس به تمامی بدنش سرایت کرد، در ۱۳ فوریه ۲۰۱۷ میلادی درگذشت. .سپتیسمی علت مرگ گزارش‌شد؛ اما تأیید نشد. والاس گفته‌بود که بیماری‌اش سبب شده تا نیمی از خونش را بالا بیاورد و باعث التهاب و ورم دست‌هایش نیز شده‌است.